# Scolopopleura bella
Scolopopleura bella är en mångfotingart som först beskrevs av Carl Graf Attems 1953.  Scolopopleura bella ingår i släktet Scolopopleura och familjen Chelodesmidae. Inga underarter finns listade i Catalogue of Life.